# Montegrosso (Andria)
Montegrosso è una piccola frazione della città di Andria, in provincia di Barletta-Andria-Trani, con 190 abitanti.

## Geografia fisica
Pur trovandosi nel territorio comunale di Andria, il borgo risulta più vicino (8 km) alla città di Canosa di Puglia.

## Origine del nome
Il borgo prende il nome dalla collina omonima che la sovrasta dall'alto dei suoi 397 metri ed è situato sulla Murgia a circa 15 km da Andria.

## Storia
Fu fondato durante il fascismo dall'Opera Nazionale Combattenti, con la costruzione di case coloniche da assegnare ad ex combattenti.
I santi patroni sono Santa Maria Assunta e Sant'Isidoro.
Il borgo è raggiungibile tramite la SP 231 Andriese-Coratina (ex SS 98) che collega Andria con Canosa di Puglia (bivio per Montegrosso).

## Monumenti e luoghi d'interesse

### Architetture religiose
- Chiesa di Santa Maria Assunta e San Isidoro, parrocchiale.[1]

### Architetture civili
- Palazzo Ducale, restaurato.

## Cultura

### Cinema
Montegrosso di Andria è citata nel film Il brigadiere Pasquale Zagaria ama la mamma e la polizia del 1973:
(Il brigadiere Pasquale Zagaria ama la mamma e la polizia)

## Economia
Vi risiedono famiglie di contadini di Canosa e Andria, è sede di residenze estive e di un gran numero di masserie, agriturismi e ristoranti con cucina tipica, che sostengono l'economia locale.